# Муранська Гута
Муранська Гу́та (словац. Muránska Huta) — село, громада в окрузі Ревуца, Банськобистрицький край, Словаччина. Населення — 192 особи (на 31 грудня 2017 р.). 
Вперше згадується в 1691 році.
Знаходиться на кордоні національного парку Муранська Планина (словац. Muránska Planina), є найпівнічнішою громадою округу Ревуца.
Домінантою населеного пункту є римсько-католицький костел св. Ангела-охоронця, побудований 1831-го року. Також на території Муранської Гути розташовується замок болгарського короля Фердинанда I, у якому зараз лікарня.
Із села ведуть означені туристичні траси в національний парк Муранська Планина.

## Населення
| Рік:            | 1994. | 2004.    | 2014.   | 2024.    |
| --------------- | ----- | -------- | ------- | -------- |
| Кількість осіб: | 128   | 209      | 194     | 172      |
| Різниця:        |       | +63,28 % | -7,17 % | -11,34 % |

| Рік:            | 2023. | 2024.   |
| --------------- | ----- | ------- |
| Кількість осіб: | 173   | 172     |
| Різниця:        |       | -0,57 % |